# Robert Moloney
Robert Moloney (* in Kanada) ist ein kanadischer Schauspieler.

## Leben
Robert Moloney absolvierte seine Schauspielausbildung am Langara College in Vancouver. 1995 hatte er seinen ersten Fernsehauftritt als Kevin McSwain in Highlander. 2001 spielte er Borren in Stargate SG-1, 2008 Koracen in Stargate Atlantis. Für seine Darstellung des Lou Boyd im Film Christmas on Chestnut Street bekam er 2007 den Leo Award als bester Hauptdarsteller in einem Drama. In K-9 spielte er von 2009 bis 2010 den Hauptcharakter Prof. Alistair Gryffen. 2012 war er in Random Acts of Romance als David zu sehen.
Neben seinen Auftritten in Film und Fernsehen tritt Robert Moloney auch im Theater auf. Für seine Rolle im Theaterstück Clybourne Park erhielt er den Jessie Richardson Theatre Award als bester Nebendarsteller. Außerdem war er in dem Theaterstück Uncle Vanya als Astrov zu sehen. Im Theaterstück Except in the Unlikely Event of War spielt er den Radiomoderator Tommy Bane.

## Filmografie (Auswahl)
- 1995: Highlander (Fernsehserie, 1 Folge)
- 1995–1997: Akte X – Die unheimlichen Fälle des FBI (The X-Files, Fernsehserie, 2 Folgen)
- 1995–2000: Outer Limits – Die unbekannte Dimension (The Outer Limits, Fernsehserie, 4 Folgen)
- 1996: Entführung nach Schulschluß (Abduction of Innocence, Fernsehfilm)
- 1996: Lonesome Dove: The Outlaw Years (Fernsehserie, 2 Folgen)
- 1996–1997: Madison (Fernsehserie, 2 Folgen)
- 1997: Der Sentinel – Im Auge des Jägers (The Sentinal, Fernsehserie, 1 Folge)
- 1997: Millennium – Fürchte deinen Nächsten wie Dich selbst (Millennium, Fernsehserie, 1 Folge)
- 1997: Gefangene des Hasses (Convictions, Fernsehfilm)
- 1998: Die Gejagte – Eine Frau kämpft um ihr Leben (The Hunted, Fernsehfilm)
- 1998: Playing to Win: A Moment of Truth Movie (Fernsehfilm)
- 1998: Die Schreckensfahrt der Orion Star (Voyage of Terror, Fernsehfilm)
- 1998: Dich kriegen wir auch noch! (Disturbing Behavior)
- 1998: First Wave – Die Prophezeiung (First Wave, Fernsehserie, 1 Folge)
- 1998: Die neue Addams Familie (The New Addams Family, Fernsehserie, 1 Folge)
- 1998: Welcome to Paradox (Fernsehserie, 1 Folge)
- 1999: Nothing Too Good for a Cowboy (Fernsehserie, 1 Folge)
- 1997–1999: Viper (Fernsehserie, 2 Folgen)
- 1999: Verhängnisvolle Vergangenheit (A Murder on Shadow Mountain, Fernsehfilm)
- 1999: Sweetwater (Fernsehfilm)
- 1999: Das Gen-Experiment (Evolution's Child, Fernsehfilm)
- 1999: Countdown ins Chaos (Y2K, Fernsehfilm)
- 2000: The Spring (Fernsehfilm)
- 2000: Dumm gelaufen – Kidnapping für Anfänger (Screwed)
- 2000: Trixie
- 2000: Immortal – Der Unsterbliche (The Immortal, Fernsehserie, 1 Folge)
- 2000–2005: Cold Squad (Fernsehserie, 2 Folgen)
- 2001: Black River (Fernsehfilm)
- 2001: Strange Frequency (Fernsehserie, 1 Folge)
- 2001: Stargate – Kommando SG-1 (Stargate SG-1, Fernsehserie, 1 Folge)
- 2001: Das Geheimnis von Pasadena (Pasadena, Fernsehserie, 1 Folge)
- 2002: Jeremiah – Krieger des Donners (Jeremiah, Fernsehserie, 1 Folge)
- 2002: X-Factor: Das Unfassbare (Beyond Belief: Fact or Fiction, Fernsehserie, 1 Folge)
- 2002: Von Tür zu Tür (Door to Door, Fernsehfilm)
- 2003: Strange Frequency 2 (Fernsehfilm)
- 2003: Twilight Zone (The Twilight Zone, Fernsehserie, 1 Folge)
- 2003: Betrayed (Fernsehfilm)
- 2003: Mayday – Alarm im Cockpit (Mayday, Dokumentarserie, 1 Folge)
- 2003: Jake 2.0 (Fernsehserie, 1 Folge)
- 2003: Hollywood Wives: The New Generation (Fernsehfilm)
- 2004: Dead Zone (The Dead Zone, Fernsehserie, 1 Folge)
- 2005: Into the West – In den Westen (Into the West, Fernsehserie, 1 Folge)
- 2005–2006: Godiva’s (Fernsehserie, 6 Folgen)
- 2006: Vulkanausbruch in New York (Disaster Zone: Volcano in New York, Fernsehfilm)
- 2006: Prairie Giant: The Tommy Douglas Story (Fernsehserie, 2 Folgen)
- 2006: Touch the Top of the World (Fernsehfilm)
- 2006: Reunion (Fernsehserie, 1 Folge)
- 2006: Christmas on Chestnut Street (Fernsehfilm)
- 2007: Secrets of an Undercover Wife (Fernsehfilm)
- 2007: 4400 – Die Rückkehrer (The 4400, Fernsehserie, 1 Folge)
- 2007: Masters of Science Fiction (Fernsehserie, 1 Folge)
- 2007: Die Geheimnisse von Whistler (Whistler, Fernsehserie, 1 Folge)
- 2007;2015: Supernatural (Fernsehserie, 3 Folgen)
- 2007: Kaya (Fernsehserie, Folgen)
- 2008: Tornado – Niemand wird ihm entkommen (Storm Cell, Fernsehfilm)
- 2008: Stargate Atlantis (Fernsehserie, 1 Folge)
- 2008: Die Feuerspringer – Sie kennen keine Angst (Trial by Fire, Fernsehfilm)
- 2009: Smallville (Fernsehserie, 1 Folge)
- 2009: Ice Twister (Fernsehfilm)
- 2009–2010: K-9 (Fernsehserie, 26 Folgen)
- 2011: Fairly Legal (Fernsehserie, 1 Folge)
- 2011: He Loves Me (Fernsehfilm)
- 2011: R. L. Stine’s The Haunting Hour (Fernsehserie, 1 Folge)
- 2011: Endgame (Fernsehserie, 1 Folge)
- 2011: While I Breathe (Kurzfilm)
- 2011: True Justice (Fernsehserie, 2 folgen)
- 2011: The Odds
- 2011: Faces in the Crowd
- 2011: Hell on Wheels (Fernsehserie, 1 folgen)
- 2011: Gefährliche Überraschung (Deck the Halls, Fernsehfilm)
- 2011: 17th Precinct (Fernsehfilm)
- 2012: Arctic Air (Fernsehserie, 1 folgen)
- 2012: Arrow (Fernsehserie, 1 Folge)
- 2012: Rags (Fernsehfilm)
- 2012: Random Acts of Romance
- 2013: End of the World (Fernsehfilm)
- 2013: Man of Steel
- 2013: The Mystery Cruise (Fernsehfilm)
- 2013: Almost Human (Fernsehserie, 1 Folge)
- 2014: Bates Motel (Fernsehserie, 1 Folge)
- 2014: Motive (Fernsehserie, 1 Folge)
- 2015: The Revenant – Der Rückkehrer (The Revenant)
- 2017: Power Rangers

## Auszeichnungen und Nominierungen
- 2007: Leo Award – Best Lead Performance by a Male in a Feature Length Drama (Christmas on Chestnut Street)[4]
- 2012–2013: Jessie Richardson Theatre Award – Outstanding Performance by an Actor in a Supporting Role (Clybourne Park)[7]